# Georg Andreas Böckler

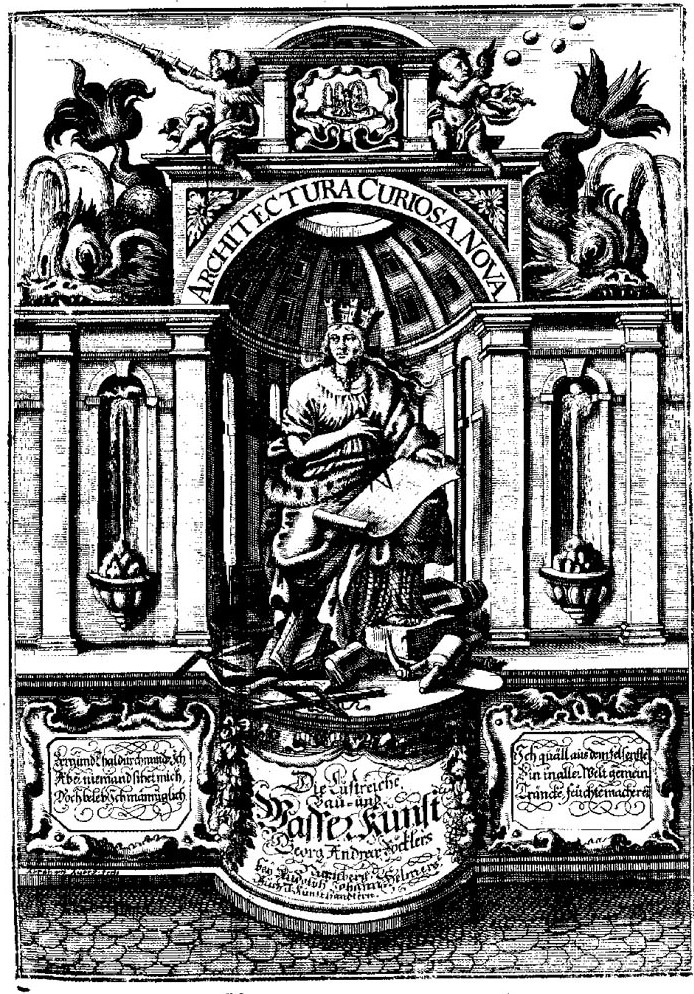
Architectura curiosa nova, 1701

Georg Andreas Böckler (Cronheim, Közép-Frankföld, 1644. – Ansbach, 1698. február 21.) német építész és mérnök („Architekt und Ingenieur”). Nürnbergi építész, a 17. század közepén Frankfurt am Mainban élt. Életéről további részletek nem ismertek. Fordítások mellett építészeti, geometriai és heraldikai műveket írt német nyelven, noha ezek címe latin. Főműve az Architectura Curiosa Nova, melyben főként a hidrodinamikai kérdésekkel foglalkozik a szökőutak, építése során. 1611-es műve a Theatrum Machinarum Novum, melyben a szélkerekekkel, szivattyúkkal és más hidraulikus gépekkel foglalkozik. Heraldikai műve jelentős a címerábrák szimbolikája szempontjából, melyre gyakran hivatkoznak.

## Művei

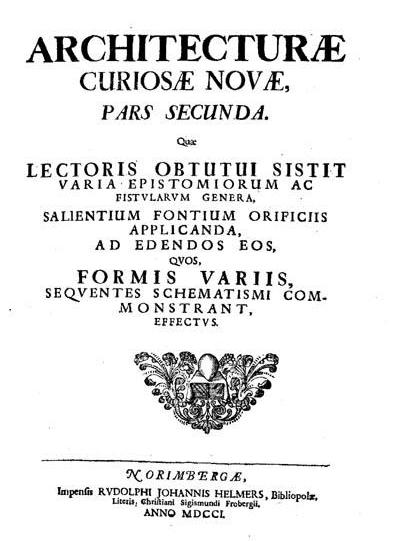
Neue Ergotzliche Sinn-und Kunstreiche auch nutzliche Bau-und Wasser-Kunst vorstellend (1701)

- Architectura Curiosa Nova. Nürnberg, 1664 (1704)
- Theatrum Machinarum Novum. Nürnberg, 1661 (1662, 1673, 1703)
- Arithmetica nova militaris (1661)
- Compendium architecturae civilis (1648)
- Nützliche Hauß- und Feldschule, 1678 (1699)
- Wahrhafte Relation von der Vestung der sogenannten Inclination,1679
- Neu vermehrte Kriegsschule, 1685
- Ars heraldica, 1688